# Culemborg

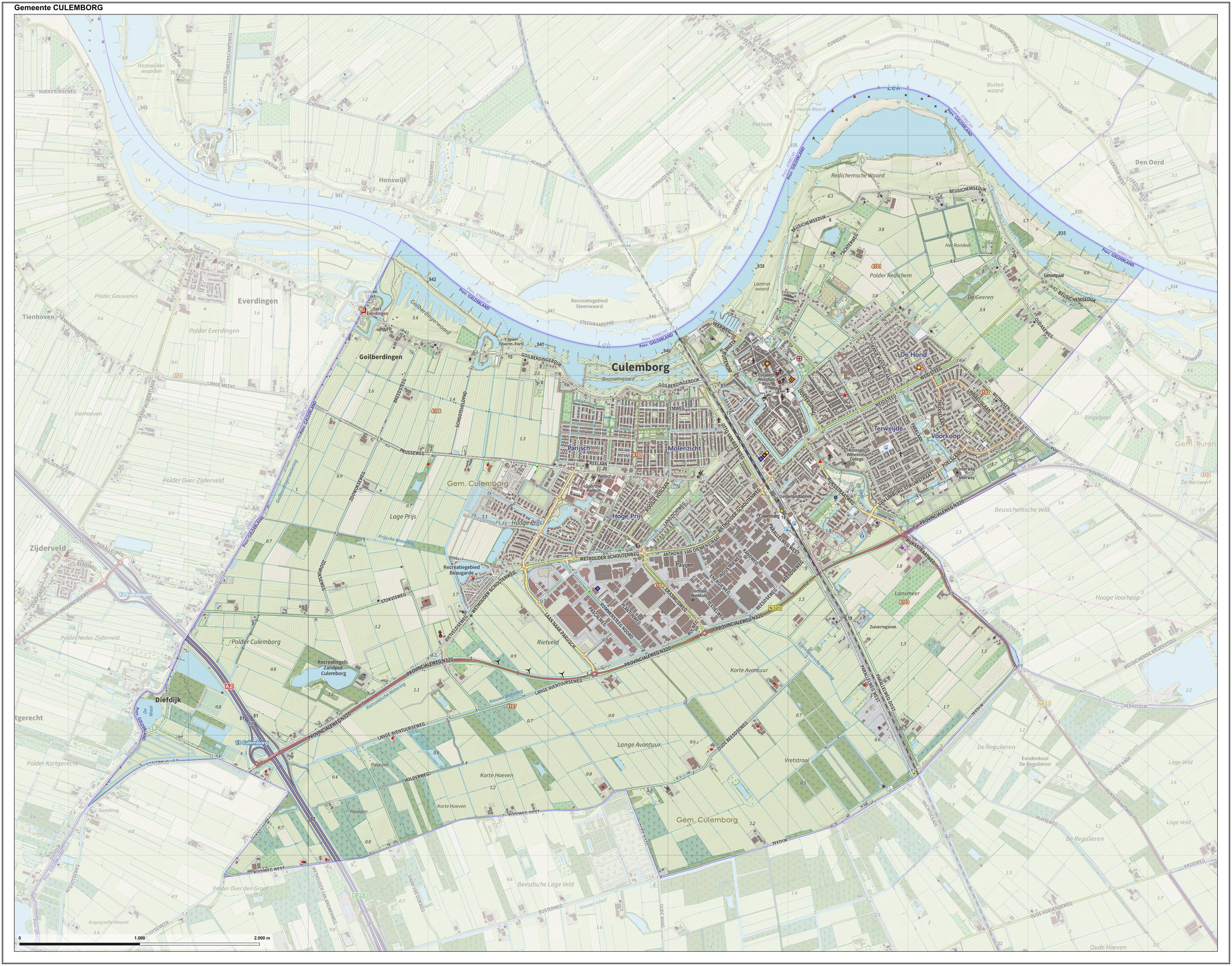
Topografische gemeentekaart van Culemborg, september 2022

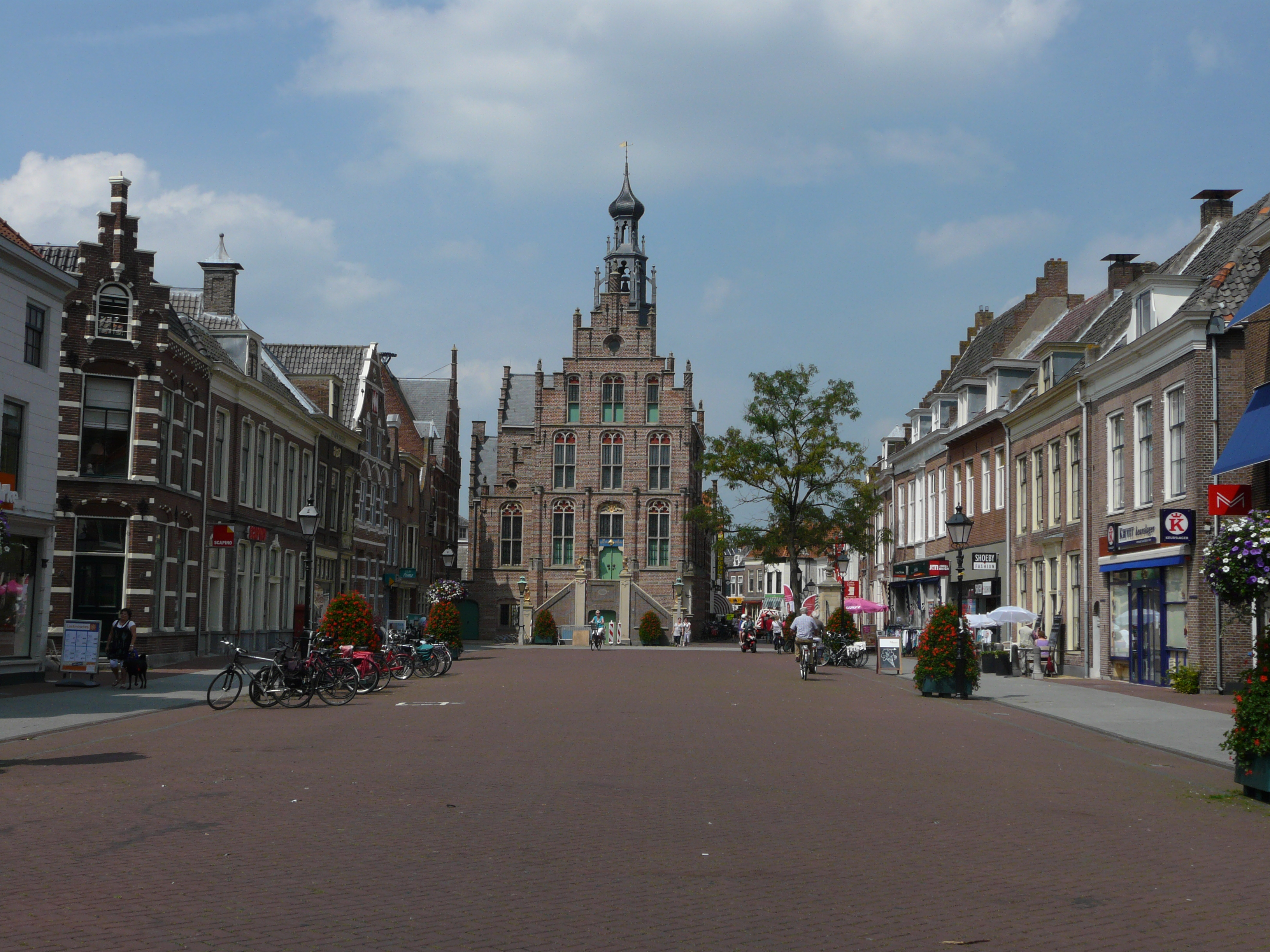
Markt, centrum van Culemborg

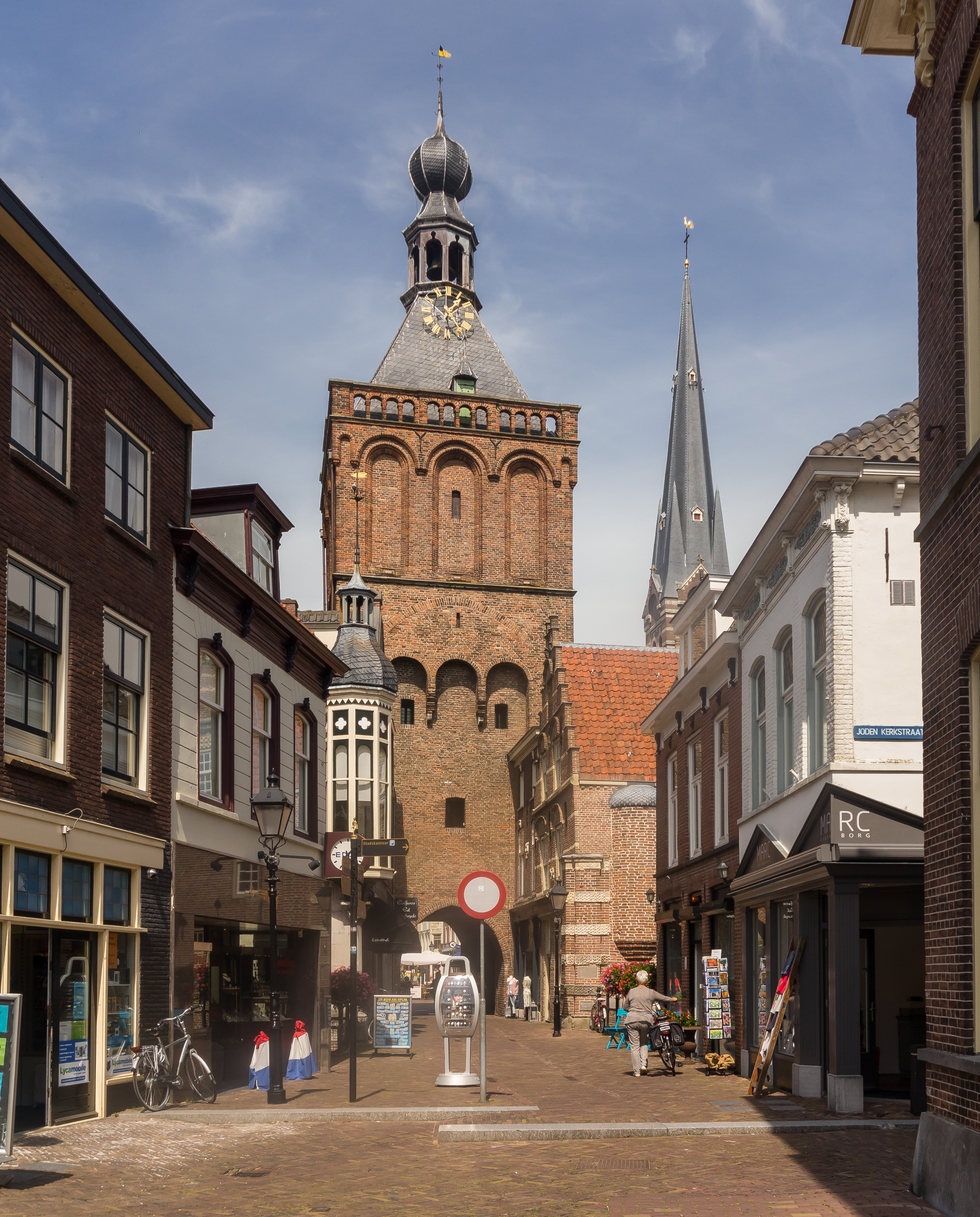
Oude stadspoort te Culemborg. Deze poorttoren wordt de Binnenpoort genoemd, omdat hij door de zuidelijke stadsuitbreiding binnen de muren ligt. Het is de enige stadspoort die niet gesloopt is nadat de stadsmuren niet meer nodig waren.

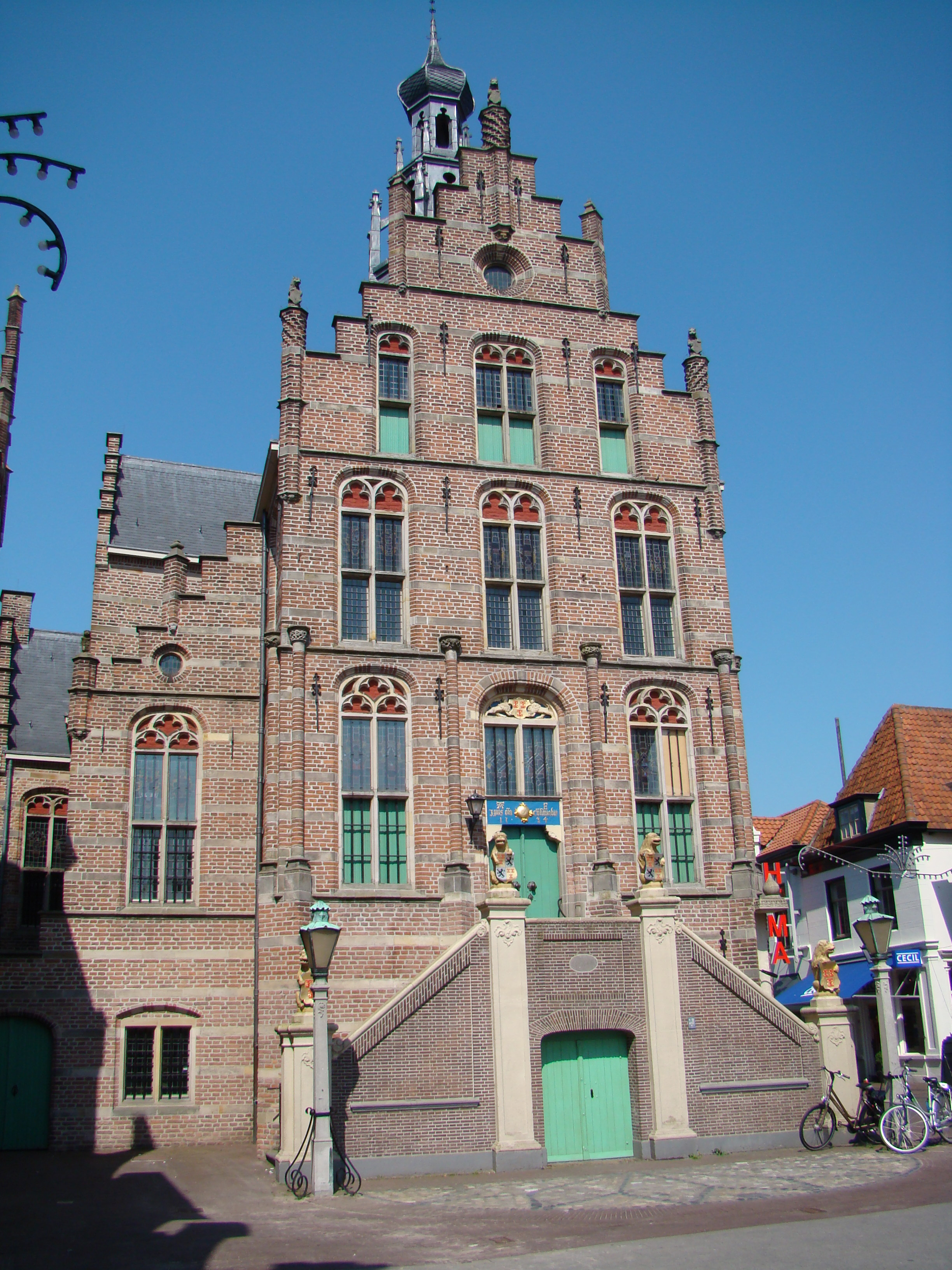
Oude stadhuis van Culemborg

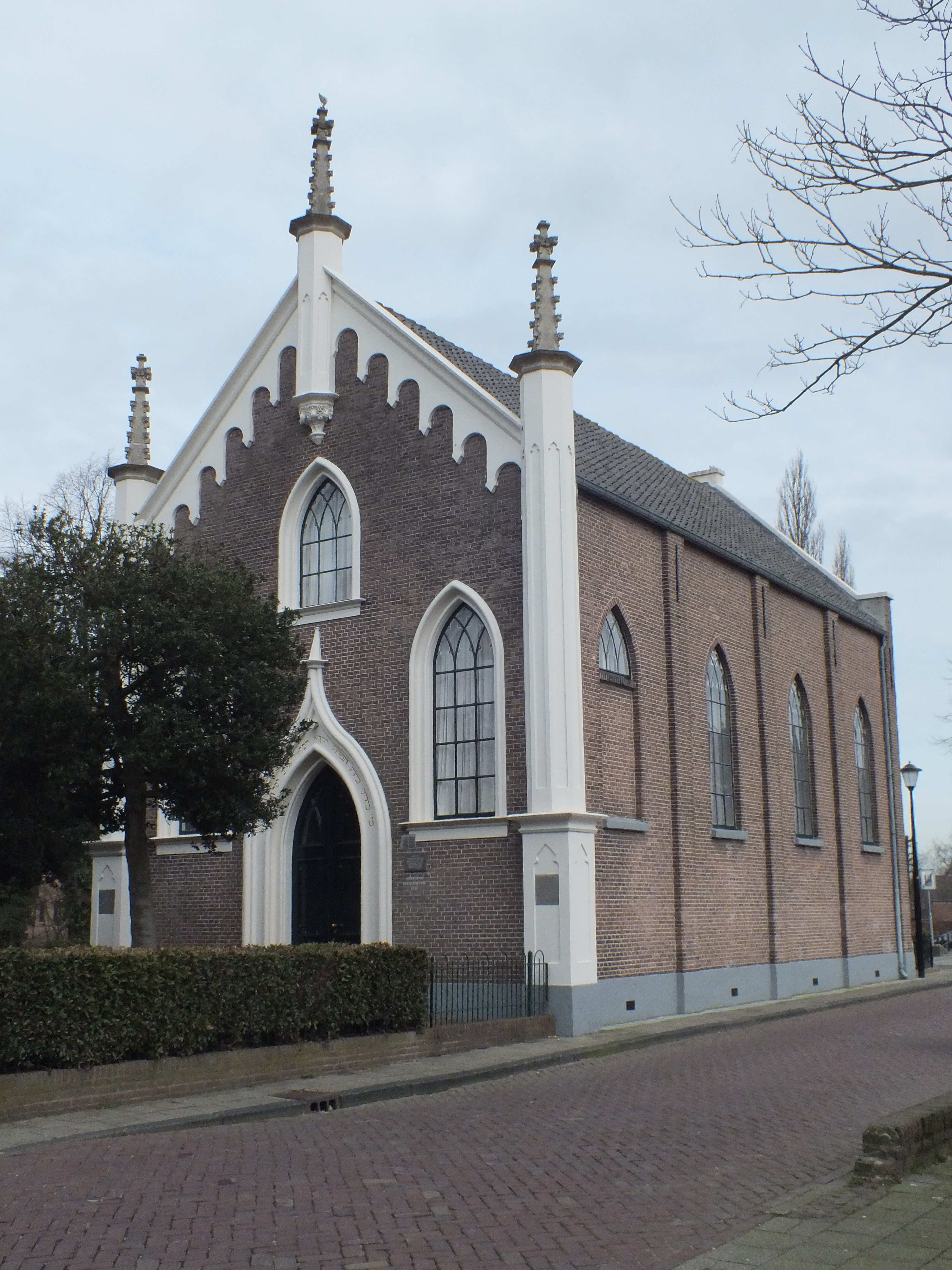
Voormalige synagoge van Culemborg (1868)

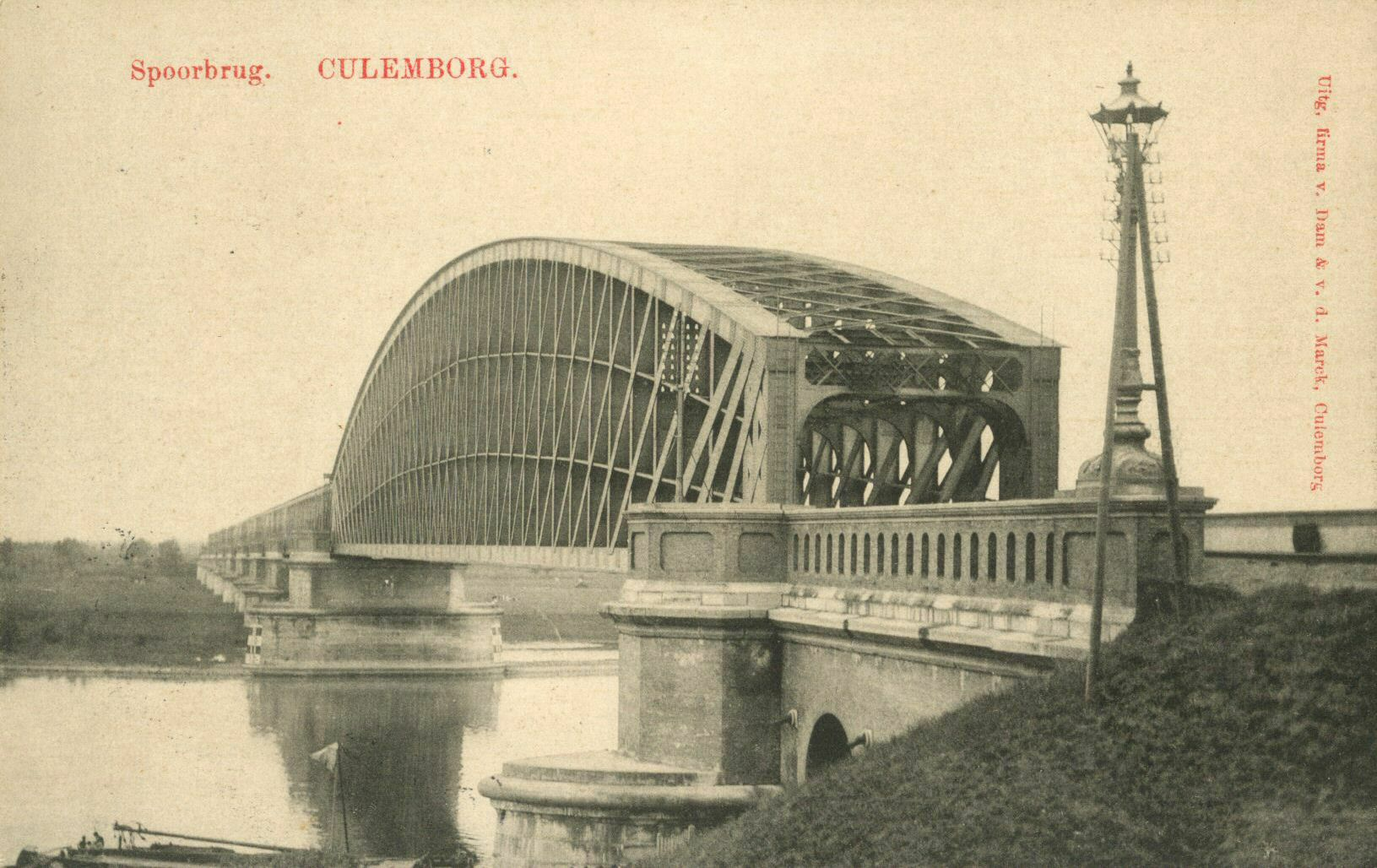
Gezicht op de oude spoorbrug over de Lek te Culemborg; circa 1910.

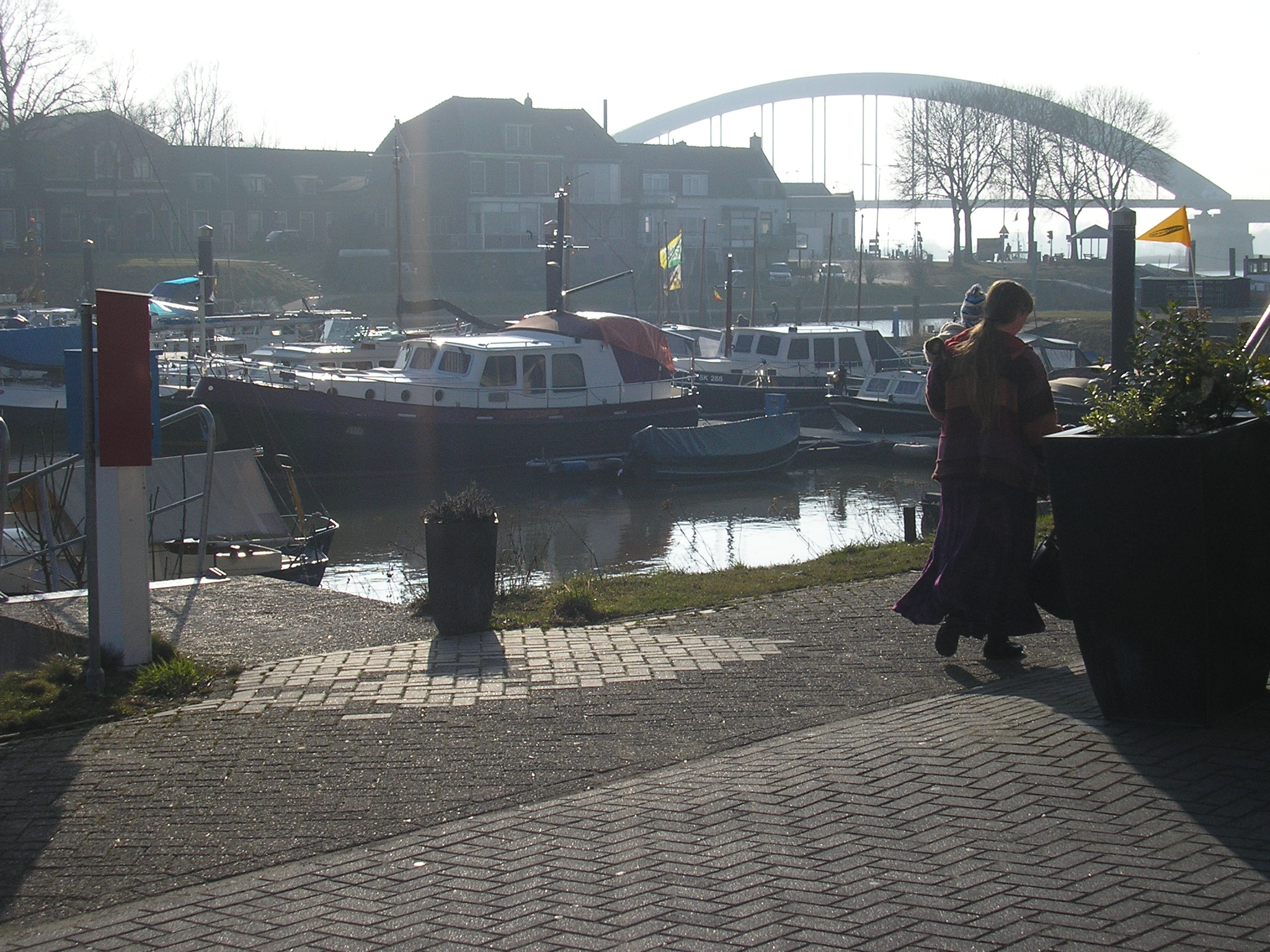
De jachthaven en spoorbrug

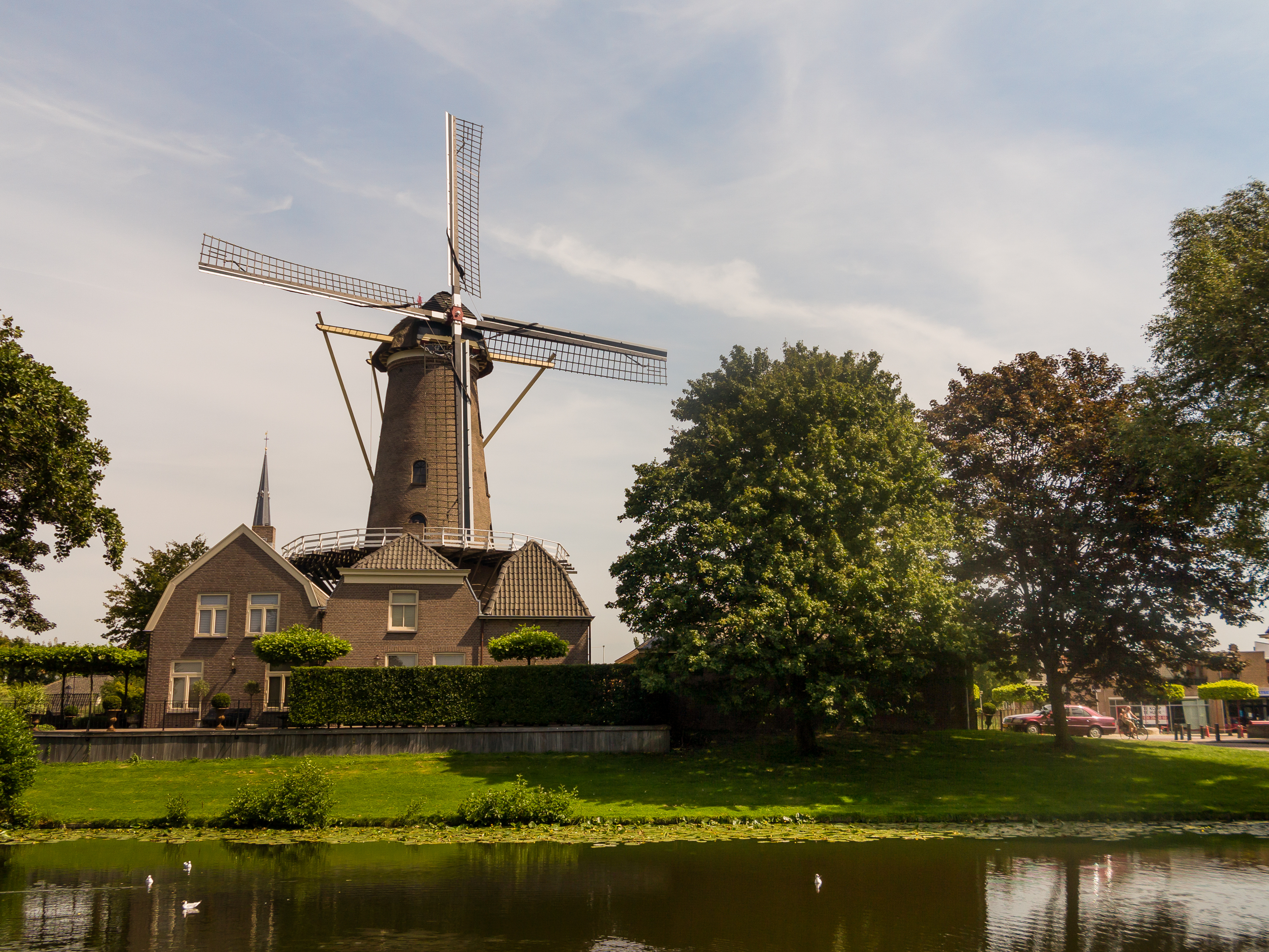
Molen de Hoop

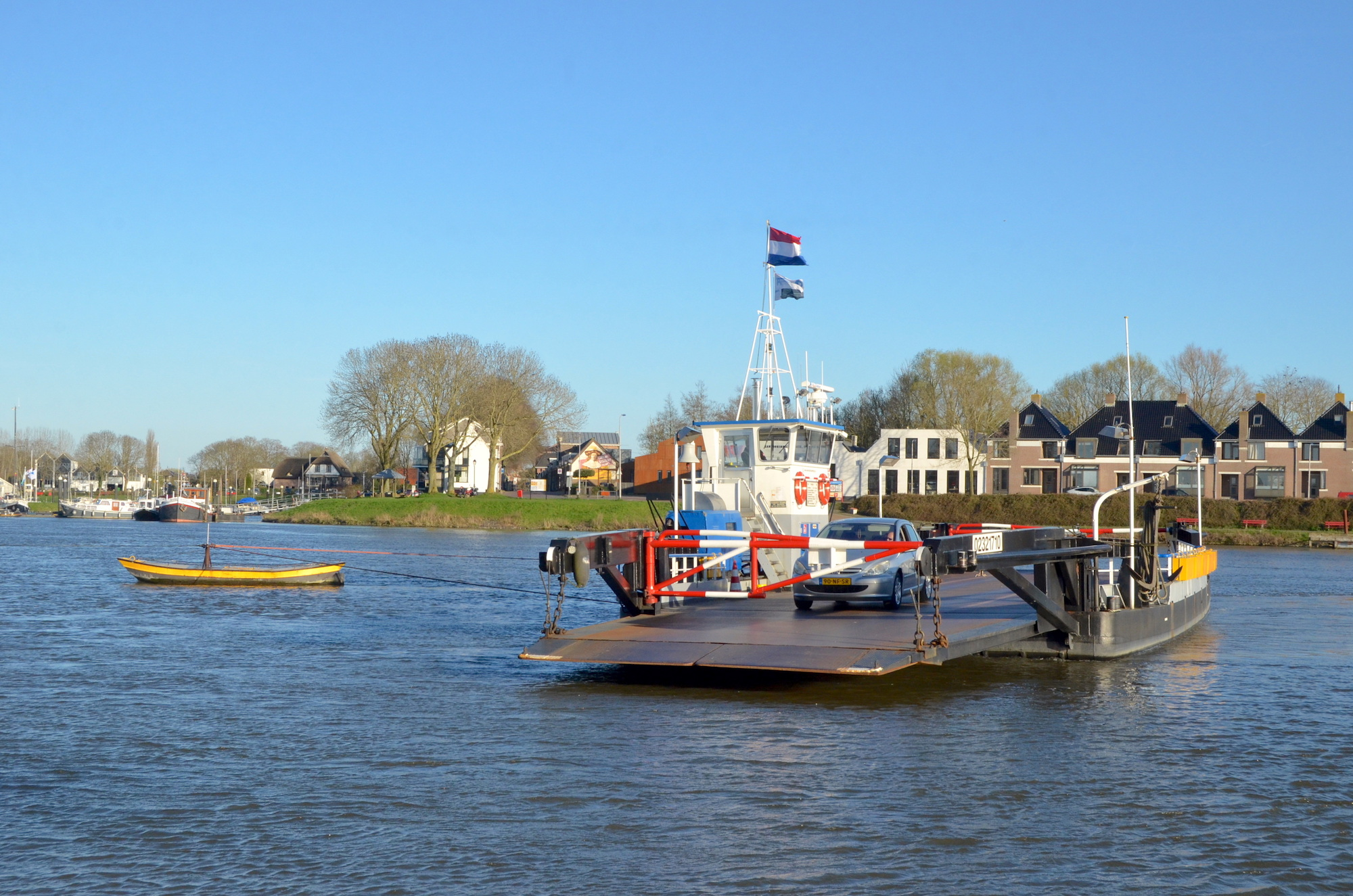
Veerpont Culemborg II over de Lek bij Culemborg.

Culemborg (uitspraakⓘ) (vroeger ook wel en plaatselijk thans nog Kuilenburg of Kuylenburgh genaamd) is een stad en gemeente in de Neder-Betuwe, in de Nederlandse provincie Gelderland. De gemeente telt 29.944 inwoners (22 november 2024, bron: CBS) en heeft een oppervlakte van 31,23 km² (waarvan 1,49 km² water). Binnen de gemeentegrenzen ligt de buurtschap Goilberdingen.

## Etymologie
De oudste vermelding van Culemborg dateert uit 1281: de plaats werd toen Culenburgh genoemd. In de loop der tijd zijn diverse varianten in gebruik geweest: Kulenborch (1305), Culenborgh (1353), Colemborch (1363), Culemborch (1472). Het eerste deel van de naam verwijst naar een kuil, oftewel een plas water die is ontstaan bij een dijkdoorbraak (vergelijkbaar met een wiel of kolk). Het tweede deel verwijst naar de burcht die rond 1270 nabij de kuil was gebouwd. De naam Culemborg betekent dus 'burcht aan de kuil.

## Geschiedenis

### Middeleeuwen
Oorspronkelijk was Culemborg een handelsdorp, gelegen op de stroomrug van het riviertje de Meer en de zuidelijke oeverwal van de Lek. Ten westen daarvan bouwde de heer van Bosinchem (Beusichem) in de 13e eeuw een kasteeltje. Rond 1280 verrees ook aan de oostzijde een kasteel, waarvan nog een muurdeel en enkele fundamenten over zijn. Ten zuiden van het stadje werd in de 12e eeuw het kasteel Caetshage gebouwd, dat in eigendom was van de familie Caets.
Op "Sente Nycolausdach" in 1318 ontvingen de poorters van de inmiddels versterkte nederzetting van hun heer, Jan van Bosinchem, stadsrechten waaronder tolvrijheid op de jaarmarkt en het asielrecht. Culemborg werd een Vrijstad, maar dit wil niet zeggen dat iedereen zich vrijelijk kon vestigen. De stad had een eigen rechtspraak. Wie iets op zijn kerfstok had, moest voor schout en schepenen verschijnen en ontliep zijn gerechte straf niet. Hij kreeg echter wel de kans zich te verdedigen. Zolang hij in Culemborg verbleef, werd zijn schuldeiser niet in de stad toegelaten. "Naar Kuilenburg gaan" kreeg later de betekenis van 'failliet gaan'.
Meteen na de verlening van de stadsrechten kwamen er een stadsmuur en -gracht om ongeregelde bendes en vijandelijke troepen buiten de stad te houden. Tweemaal werd de stad buiten de bestaande muren uitgebreid. Omstreeks 1370 aan de noordzijde met een schipperskwartier, de zogenaamde Havendijk, en twintig jaar later aan de zuidzijde waar het dorp Lanxmeer erbij werd getrokken onder de namen Nieuwstad. Zo ontstond een soort "driestad". Ook de Havendijk en de Nieuwstad werden ommuurd.
Tegelijk met de bouw van de stadsmuur in 1318 werd aan de westzijde van het centrum het Nye Huis gebouwd, een kasteeltje voor Hubert, de zoon van Jan van Bosinchem. Hoewel het kasteeltje al in 1415 is afgebroken, is een van de buitenmuren bewaard gebleven als onderdeel van de stadsmuur.
Aan de laatste telg van het geslacht Van Culemborg heeft de stad veel te danken. Vrouwe Elisabeth stichtte het Elisabeth-gasthuis, een hofje met huizen voor oude mannen en vrouwen, en schoot het geld voor de bouw van het Stadhuis en de toren van de Sint-Janskerk voor. Uit haar erfenis werd het Elisabeth Weeshuis gebouwd. Dit weeshuis doet nu dienst als museum en bibliotheek.

### Nieuwe Tijd
Kort voor het overlijden van Elisabeth in 1555 verhief keizer Karel V de heerlijkheid tot graafschap. Omdat Elisabeth kinderloos stierf, erfde Floris van Pallandt, een kleinzoon van haar oudste zuster Anna, het graafschap. Floris ging onder invloed van zijn Lutherse echtgenote al gauw over tot het protestantisme. Met Willem van Oranje en graaf Willem IV van den Bergh speelde hij een belangrijke rol in de opstand tegen het Spaanse gezag. In 1566 was Floris de eerste in de Nederlanden die een calvinistische dienst liet houden, terwijl men elders nog aan hagenpreek deed. Dat gebeurde in het washuis van het kasteel. Zo zorgde hij ervoor dat de nieuwe leer in Culemborg voor het eerst openlijk en officieel in de Nederlanden werd verkondigd. Als wraak liet de hertog van Alva zijn kasteel in Brussel met de grond gelijk maken toen de graaf in Duitsland zat, omdat hij voor de Raad van Beroerten moest komen. Floris had in zijn Kasteel te Brussel onderdak verleend aan de Edelen van het Verbond die de smeekbede aanboden aan Margaretha van Parma en daar als Geuzen werden ontvangen.
Van 1639 tot 1714 kwam het graafschap aan het geslacht Waldeck-Eisenberg en daarna onder de vorsten van Saksen-Hildburghausen. De Duitse heren beschouwden Culemborg als een welkome melkkoe. Verzet tegen een belastingheffing van graaf Van Waldeck-Pyrmont leidde in 1650 tot 'het vrouwenoproer van Culemborg' onder leiding van de weduwe Luyt Wortel. In de periode 1672-1674 (rampjaar) verwoestten de Fransen het kasteel grotendeels, zij plunderden de bibliotheek en roofden een deel van het archief. In de jaren na 1735 werd het kasteel definitief gesloopt. Het laatste gedeelte, de Witte Toren, is in 1812 gesloopt. Uit geldgebrek verkocht Saksen-Hildburghausen Culemborg met al zijn hoge rechten en domeinen voor bijna één miljoen gulden aan de Staten van het Kwartier van Nijmegen. Deze schonken in 1748 het graafschap aan prins Willem IV, toen hij tot stadhouder werd verheven. In 1795 werd de stad door de Fransen bezet. Drie jaar later kwam, na bijna vijf eeuwen, een einde aan de zelfstandigheid van het staatje en werd het ingelijfd bij de Bataafse Republiek.
Na de Franse tijd ging de stad op in het Koninkrijk der Nederlanden. Het geslacht Oranje-Nassau was het laatste in Culemborg regerende gravenhuis. Vandaar dat de koning nog steeds de neventitel graaf van Culemborg voert.

### Moderne tijd
Culemborg was even wereldberoemd toen in 1868 de Kuilenburgse spoorbrug in gebruik werd genomen; de overspanning van circa 154 meter was destijds de langste ter wereld. Om met de hoge brug over de Lek te komen moest een spoordijk worden aangelegd; Station Culemborg kwam onder aan de helling en dus een eind buiten de stad te liggen. In de tweede helft van de 19e eeuw was de aanleg van de spoorlijn Utrecht - Boxtel een belangrijke stimulans voor de industriële ontwikkeling van Culemborg. Met name de sigaren- en meubelindustrie kwamen in die tijd sterk op.
Van 1906 tot 1918 had Culemborg ook een tramverbinding met Buren en Tiel. De stoomtram werd geëxploiteerd door de Stoomtram Tiel - Buren - Culemborg (TBC). De lijn liep vanaf het station Culemborg dwars door de binnenstad richting Beusichem en verder. Omdat de tramlijn weinig rendabel was werd de dienst al na ruim elf jaar gestaakt en werd de trambaan opgebroken en het materieel naar elders verkocht.
De vuurwerkramp in Culemborg vond plaats op 14 februari 1991. Een opslagruimte met vuurwerk van het bedrijf MS Vuurwerk aan de Diefdijk ontplofte. Er vielen twee doden (de dochter van de eigenaar en zijn schoonzoon), twintig gewonden en er was grote materiële schade in de wijde omtrek.
Na de Tweede Wereldoorlog werd Culemborg uitgebreid in oostelijke richting. Vanaf de jaren zestig werd de stad snel uitgebreid in westelijke richting met als eerste de wijk Achter de Poort en in de jaren tachtig en negentig met de wijken Dijkzicht, Molenzicht, Landzicht en Hoge Prijs. In de jaren 90 en jaren 00 van de 21e eeuw werd de wijk Parijsch-Noord gebouwd. Na 2004 werd Parijsch-Vlinderbuurt en Parijsch-Lokkershoek gebouwd. Deze laatste wijk is nog altijd in ontwikkeling.

## De Plantage
De Plantage is het stadspark van Culemborg. Het is in 1850 ontworpen door de tuinarchitect Louis Paul Zocher en aangelegd in de Engelse landschapsstijl. Het oorspronkelijk ontwerp is nog steeds goed zichtbaar omdat aanpassingen beperkt zijn gebleven. De Plantage is een gemeentemonument. Tot circa 1950 stond in de Plantage een muziektent die destijds om onduidelijke redenen werd afgebroken. Deze werd in 2009/2010 herbouwd en op 5 mei 2010 feestelijk geopend.

## Rellen
Gedurende de jaarwisseling van 2009 op 2010 vonden er ongeregeldheden plaats in de Culemborgse wijk Terweijde. De al enkele maanden bestaande spanningen tussen de Marokkaanse en Molukse jongeren kwamen tot een escalatie op eerdergenoemde jaarwisseling. In Terweijde is daarna enkele weken een noodverordening van kracht geweest. Voor alle toegangswegen naar Culemborg was een noodbevel afgekondigd. Iedereen die Culemborg in wilde mocht door de politie preventief worden gefouilleerd. De inzet van de Mobiele Eenheid (ME) kostte het lokale politiekorps 1,8 miljoen euro.

## Bezienswaardigheden
- Kasteeltuin en museum de Groene Schuur
- Vishal, Havendijk 6
- Elisabeth Weeshuis
- Grote of Sint-Barbarakerk (protestants)
- Sint-Barbarakerk (katholiek)
- Parochie van de H.H. Barbara en Antonius (oudkatholiek)
- Lanxmeerpoort
- Stadhuis van Culemborg
- Veerweg, jachthaven en veerpont
- Lanxmeer, Eco-woonwijk
- Kerkje van de Filadelfiagemeente
- Jan van Riebeeckhuis, het geboortehuis van Jan van Riebeeck
- Werk aan het Spoel, onderdeel van de Nieuwe Hollandse Waterlinie
- Fort Everdingen, onderdeel van de Nieuwe Hollandse Waterlinie

### Monumenten
Een deel van Culemborg is een beschermd stadsgezicht.
Zie ook:
- Lijst van rijksmonumenten in Culemborg
- Lijst van gemeentelijke monumenten in Culemborg
- Lijst van oorlogsmonumenten in Culemborg
- Lijst van beelden in Culemborg

## Wijken
Culemborg is bestuurlijk ingedeeld in de volgende wijken en buurten:
- Centrum

Oude Binnenstad
Nieuwstad
Scherpenhoek
Westerkwartier/Triowijk
- Culemborg-Oost

Achter 't Zand
Lanxmeer
Bloemenbuurt
Oranjebuurt
De Hond
Voorkoop
Terweijde
- Culemborg-West

Parijsch-Noord
Molenzicht
Dijkzicht
Achter de Poort
Hoge Prijs
Landzicht
Parijsch-Vlinderbuurt
Parijsch-Lokkershoek
- Bedrijventerrein Pavijen/buurtschap Paveien
- Buurtschap Goilberdingen

## Evenementen
- Muziekfestival Culemborg Blues
- Vrijstad Cultuur Festival
- SPOEL Festival
- Feel Alive Event
- UITmarkt
- LekArt
- Oldtimerdag
- Piano Festival (voorheen Pianowandeling)

## Economie

### Winkelen
In het centrum van Culemborg bevinden zich diverse winkels. De weekmarkt is op dinsdagochtend in het centrum van de stad. In de wijken Terweijde en Parijsch zijn er wijkwinkelcentra.
Op bedrijventerrein Pavijen zijn er woonwinkels gevestigd.
Op vrijdag is het koopavond.

## Politiek en bestuur

### Gemeenteraad
De gemeenteraad van Culemborg bestaat uit 21 zetels. Hieronder volgt de samenstelling van de gemeenteraad sinds 1994:
| Gemeenteraadszetels   | Gemeenteraadszetels | Gemeenteraadszetels | Gemeenteraadszetels | Gemeenteraadszetels | Gemeenteraadszetels | Gemeenteraadszetels | Gemeenteraadszetels | Gemeenteraadszetels |
| Partij                | 1994                | 1998                | 2002                | 2006                | 2010                | 2014                | 2018                | 2022                |
| --------------------- | ------------------- | ------------------- | ------------------- | ------------------- | ------------------- | ------------------- | ------------------- | ------------------- |
| Culemborg van Nu      | -                   | -                   | -                   | -                   | -                   | -                   | 3                   | 5                   |
| GroenLinks            | -                   | -                   | 2                   | 2                   | 3                   | 2                   | 4                   | 5                   |
| VVD                   | 4                   | 5                   | 6                   | 5                   | 7                   | 5                   | 4                   | 4                   |
| D66                   | 3                   | 1                   | 1                   | 1                   | 3                   | 4                   | 3                   | 2                   |
| PvdA                  | 5                   | 5                   | 4                   | 5                   | 3                   | 2                   | 1                   | 1                   |
| CDA                   | 4                   | 4                   | 4                   | 3                   | 2                   | 2                   | 2                   | 1                   |
| ChristenUnie          | -                   | -                   | -                   | -                   | 1                   | 3                   | 2                   | 1                   |
| Partij Voor De Dieren | -                   | -                   | -                   | -                   | -                   | -                   | -                   | 1                   |
| CulemborgsBelang      | -                   | -                   | -                   | -                   | -                   | -                   | -                   | 1                   |
| SP                    | 3                   | 4                   | 4                   | 5                   | 2                   | 2                   | 1                   | -                   |
| Culemborg Centraal    | -                   | -                   | -                   | -                   | -                   | 1                   | 1                   | -                   |
| Lijst 8               | -                   | -                   | -                   | -                   | -                   | -                   | -                   | -                   |
| Totaal                | 19                  | 19                  | 21                  | 21                  | 21                  | 21                  | 21                  | 21                  |

### College van B&W

#### Coalitieperiode 2022-2026
De coalitie bestaat uit Culemborg van Nu, GroenLinks en D66. Het college van burgemeester en wethouders bestaat uit onderstaande personen. Tot 15 januari 2025 was Gerdo van Grootheest burgemeester. Op 27 januari 2025 werd Jaco Geurts waarnemend burgemeester.
| College van burgemeester en wethouders | College van burgemeester en wethouders | College van burgemeester en wethouders |
| -------------------------------------- | -------------------------------------- | --- |
| Waarnemend burgemeester                | Jaco Geurts (CDA)                      | - Veiligheid - Dienstverlening - Burgerparticipatie - Regionale samenwerking                                                                |
| Wethouders                             | Monica Wichgers (CvN)                  | - 1e locoburgemeester - Wonen - Ruimtelijke ordening - Mobiliteit - Economie - Beheer openbare ruimte - Wijkgericht werken                  |
| Wethouders                             | Mischa Peters (GL)                     | - 2e locoburgemeester - Sociaal domein - Volksgezondheid - Cultuur - Sport - Financiën - Bedrijfsvoering                                    |
| Wethouders                             | Daphne Bijvoet (D66)                   | - 3e locoburgemeester - Onderwijs - Werk en inkomen - Diversiteit en integratie - Groenbeleid - Duurzaamheid - Vastgoed - Cultureel erfgoed |
| Gemeentesecretaris                     | Marc Knaapen                           | - Interim gemeentesecretaris / algemeen directeur                                                                                           |

## Sport en recreatie
- Voetbalvereniging CVV Vriendenschaar
- Voetbalvereniging Focus '07
- Basketbalvereniging Archipel
- Badminton Club Culemborg
- Tennisclub TV Terweijde
- Tennisvereniging De Doelen
- Atletiekvereniging Statina
- Korfbalvereniging SGV
- Culemborgse Mixed Hockey Club
- Sporthal Interweij
- Sporthal Parijsch
- Zwembad De Waterlinie
- Scouting Sint Stanislaus
- Scouting Triton
- Danscentrum van Hattem
- Studio Urban Dance
- Dance Art Studios
- Dansstudio Liez (voorheen Balletstudio Chantal van der Tuijn)
- Balletschool Arabesque
- Volleybal vereniging VC Shot

## Onderwijs
Culemborg heeft elf basisscholen, twee middelbare scholen en twee scholen voor speciaal onderwijs.
Basisscholen
- Blink
- De Distelvlinder
- De Krom-Linawijs
- De Palster (ontstaan uit fusie tussen Paulusschool en Startblok)
- Josefschool
- Koning Willem-Alexander
- Koningin Beatrixschool
- Montessorischool Parijsch
- Oranje Nassau
- Augustinus
- 't Praathuis

Middelbare scholen

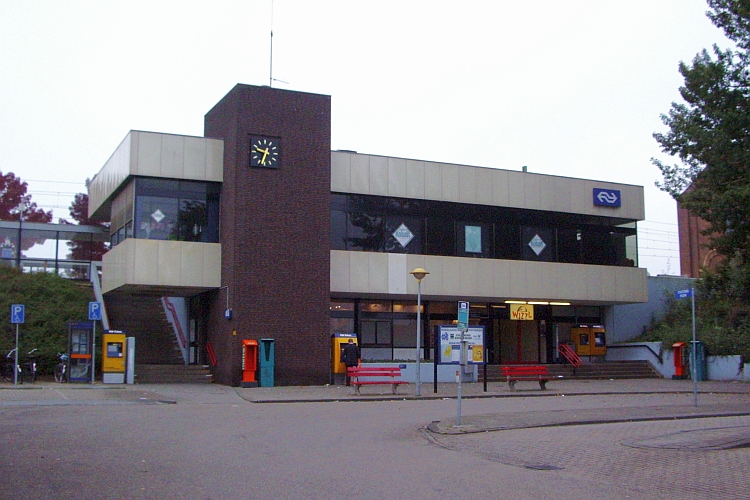
station Culemborg

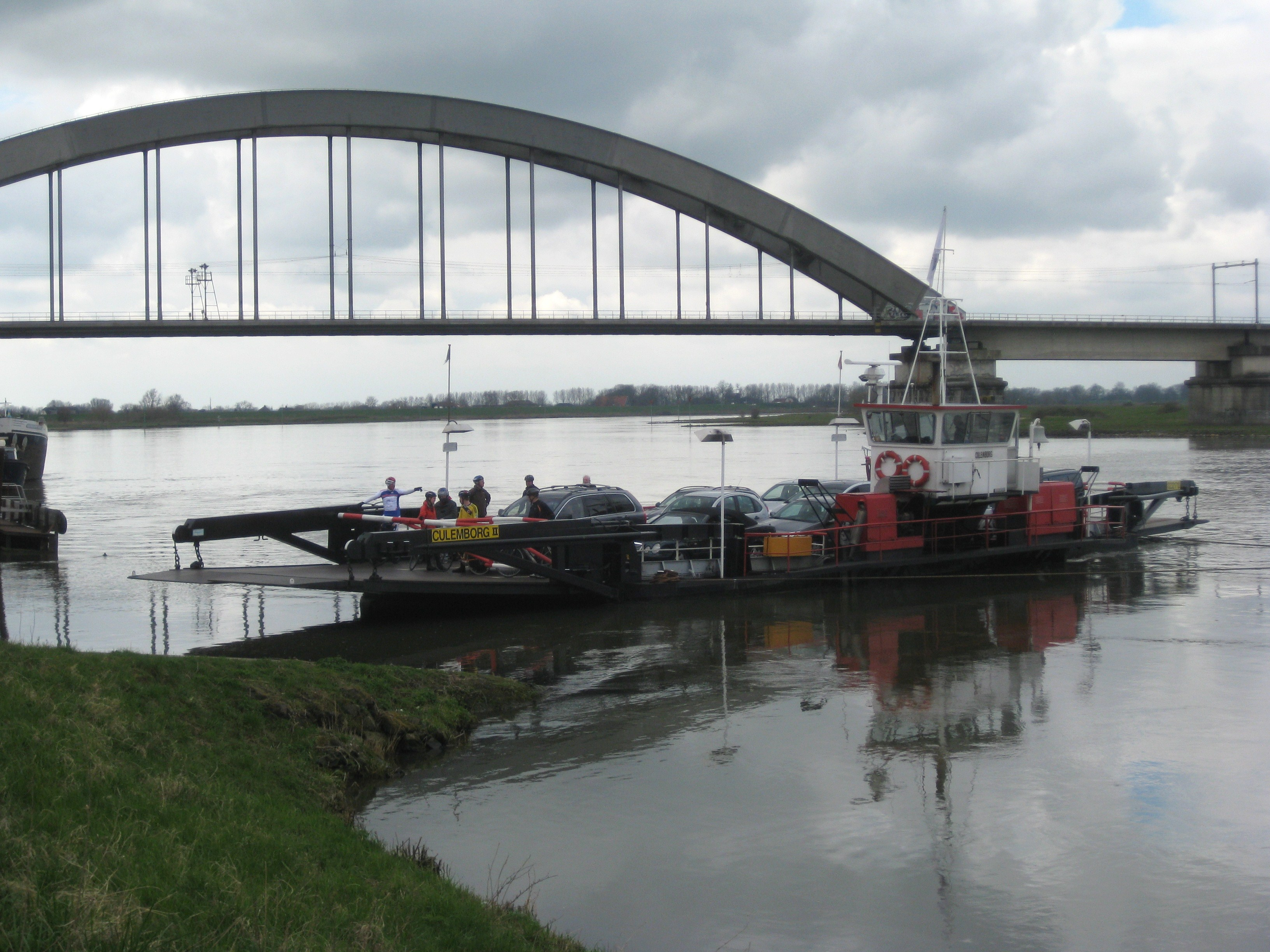
Veerpont en spoorbrug over de Lek.

- Koningin Wilhelmina College
- O.R.S. Lek en Linge

Speciaal onderwijs
- Koningin Wilhelmina College Praktijkonderwijs
- Koningin Julianaschool

## Verkeer en vervoer
Culemborg ligt niet ver van de autosnelweg Utrecht -'s Hertogenbosch (A2) en aan de provinciale weg Culemborg - Kesteren (N320).
Station Culemborg ligt aan de spoorlijn Utrecht – Geldermalsen – 's Hertogenbosch. Per uur stoppen er overdag acht sprinters: twee naar Den Haag, twee naar Leiden, twee naar Tiel en twee naar 's-Hertogenbosch. De reistijd Culemborg – Utrecht bedraagt zo'n 20 minuten. Bij het station bevinden zich meerdere parkeerterreinen en stallingsmogelijkheden voor fietsen, waarvan een groot deel bewaakt en overdekt.
Van 1945-1982 had Culemborg een eigen stadsdienst verzorgt door Streef, in 1982 overgedragen aan de Zuidooster en niet lang daarna opgeheven. 
Culemborg is bereikbaar per bus van Arriva Personenvervoer Nederland:
- Lijn 46: Tiel – Culemborg
- Lijn 146: Culemborg – Vianen
- Lijn 641: Lienden ← Eck en Wiel – Culemborg
- Lijn 650: Leerdam – Culemborg

Er is een spoorbrug over de Lek (de Kuilenburgse spoorbrug), geen verkeersbrug. Er is een veerpont, in de vorm van een gierpont, voor auto en fietsvervoer. De gierpont wordt aangedreven door dieselmotoren.

## Culemborgse media
- Het Kontakt - Culemborgse Courant
- SRC.FM - streekomroep van de gemeenten Culemborg en Vianen

## Bekende Culemborgers

### Geboren
- Gerard II van Culemborg (1450-1480), Heer van Culemborg
- Antonio van Diemen (1593-1645), gouverneur-generaal van Nederlands-Indië
- Jan van Riebeeck (1619-1677), stichter van de Kaapkolonie Zuid-Afrika
- Johan Theodoor Hendrik Nedermeyer van Rosenthal (1792-1857), minister
- Otto van Rees (1823-1892), minister en gouverneur-generaal van Nederlands-Indië
- Jan de Bouter (1916-1994), voetbaltrainer
- Jan Buisman (1925-2024), historisch geograaf
- Wilhelmina Cooper (1939-1980), model en oprichtster van Wilhelmina Models, New York
- Conny Vink (1945), zangeres
- Elly van Hulst (1959), atlete
- Margo Groenewoud (1968), historicus
- Arjan Vermeulen (1969), voetballer
- Judith Jobse (1970), zangeres
- Patrick Pothuizen (1972), voetballer
- Jelka van Houten (1978), actrice
- Wouter de Boer (1981), atleet
- Michiel Elijzen (1982), wielrenner
- Peter Janssen (1985), "Vegan streaker"
- Pearl Jozefzoon (1985), zangeres
- Andries Tunru (1991), cabaretier en improvisatieacteur
- Dante Wammes (1998), voetbalster
- Xandra Velzeboer (2001), shorttrackster
- Luna van Kampen (2002/03), singer-songwriter
- Michelle Velzeboer (2003), shorttrackster
- Josephine Arendsen (2005), actrice

### Overleden
- Piet Vroon (1939-1998), psycholoog, hoogleraar en auteur
- Jan Groenendijk (1946-2014), voetballer
- Els Vader (1959-2021), Olympisch topatlete.

## Trivia
- Elke avond om 21.55 uur luidt de papklok, die van oudsher aangeeft dat de poorten bijna sluiten, en het tijd is om naar bed te gaan. In het verleden was deze klok het teken dat de mensen die op het land werkten, naar huis mochten om een bord warme pap te eten, vandaar de naam. Maar je moest wel opschieten, want de poorten sloten om 22.00 uur, en gingen niet meer open tot de volgende dag.
- Tijdens carnaval krijgen heel wat Nederlandse gemeenten een andere naam. Papklokkendam staat dan voor Culemborg.
- Culemborg is een Millennium Gemeente.
- Culemborg is op 23 oktober 2010 de eerste Fairtrade Gemeente van Gelderland geworden.

## Aangrenzende gemeenten
| Aangrenzende gemeenten | Aangrenzende gemeenten | Aangrenzende gemeenten | Aangrenzende gemeenten | Aangrenzende gemeenten |
| ---------------------- | ---------------------- | ---------------------- | ---------------------- | ---------------------- |
|                        |                        | Houten (U)             |                        | Wijk bij Duurstede (U) |
|                        |                        |                        |                        |                        |
| Vijfheerenlanden (U)   |                        |                        |                        |                        |
|                        |                        |                        |                        |                        |
|                        |                        | West Betuwe            |                        | Buren                  |